# اداره مدنی اسرائیل
اداره مدنی اسرائیل (عبری: המנהל האזרחי‎؛ عربی: الإدارة المدنية الإسرائيلية‎) هیئت حاکمه اسرائیل است که در کرانه باختری فعالیت می‌کند. این سازمان در سال ۱۹۸۱ توسط دولت اسرائیل تأسیس شد تا وظایف بوروکراتیک عملی را در سرزمین‌هایی که در سال ۱۹۶۷ به تصرف اسرائیل درآورده بود، انجام دهد. در حالی که به‌طور رسمی جدا بود، تابع ارتش اسرائیل بود.
اداره مدنی تابع یک نهاد بزرگتر به نام هماهنگ‌کننده فعالیت‌های دولت در منطقه است که واحدی در وزارت دفاع اسرائیل است. از جمله وظایف آن هماهنگی با تشکیلات خودگردان فلسطین است. پس از سال ۲۰۰۲، تمایز مندرج در پیمان‌های اسلو برای محدود کردن عملیات نظامی اسرائیل در منطقه A عملاً خاتمه یافت.

## شکل‌گیری، پس‌زمینه و ماهیت
ایجاد یک اداره مدنی برای کرانه باختری و نوار غزه در پیمان کمپ دیوید، که در سال ۱۹۷۸ توسط مصر و اسرائیل امضا شد، گنجانده شد. اداره مدنی قصد داشت تا فرمانداری نظامی را که اسرائیل در سال ۱۹۶۷ ایجاد کرده بود، مبادله کند. پیمان کمپ دیوید سازمان آزادی‌بخش فلسطین (ساف) را در گفتگوها بر سر مسائل مربوط به سرزمین‌های فلسطینی اعلام شده شامل نمی‌شد.
تغییری که قبل از ایجاد بدنه واقعی انجام شد، تغییر در «زنجیره فرماندهی» بود که قدرت را در ارتش تحکیم می‌کرد.
ماهیت این بدن در فرمان نظامی شماره ۹۴۷ توسط دولت نظامی کرانه باختری و غزه در سال ۱۹۸۱ تعریف شده است:
«ما بدین وسیله یک اداره مدنی در منطقه [کرانه باختری و غزه] ایجاد می‌کنیم. اداره امور ملکی کلیه امور ملکی منطقه ای را مطابق با این فرمان [نظامی] به منظور رفاه و به نفع مردم [محلی] و به منظور تأمین و راه اندازی خدمات عمومی با در نظر گرفتن نیاز به حفظ یک حکومت و نظم عمومی مناسب انجام می‌دهد.»
پس از ایجاد اداره مدنی، امور مدنی با ارتش جدا نشد. در حالی که همه شعبه‌های ملکی تحت کنترل اداره عمران قرار داشتند و مجبور به ارائه گزارش به ارتش نبودند، در عمل، اداره مدنی تابع ارتش و شین بت بود. در سطح مدیریتی، اکثر کارکنان اسرائیلی بودند. سرویس امنیت داخلی شین بت نیز عمیقاً در پشت صحنه درگیر بود. توماس فریدمن آن را به‌عنوان «تفاوت برای مدیریت نظامی» توصیف می‌کند و فلسطینی‌ها به شدت به آن مشکوک بودند و موجی از اعتراض‌ها را علیه آن رهبری می‌کردند. بیست و پنج شهردار کرانه باختری خواستار لغو آن شدند. ارتش اسرائیل شورشیان را دستگیر و تظاهرات را سرکوب کرد.
نقش ارتش به انتصابات، مجوزها و مجوزها و اختیارات قانونگذاری گسترش یافت. اداره مدنی به عنوان جبهه ای برای توزیع حمایت در میان جمعیت اشغال شده مورد استفاده قرار گرفت. تلاشی برای ایجاد لیگ‌های روستایی توسط مناخم میلسون در سال ۱۹۷۸ انجام شد که بعداً رئیس اداره مدنی شد. لیگ‌های روستایی متشکل از «ائتلافی از اراذل روستایی … که هیچ جایگاهی در جامعه نداشتند.» فلسطینی‌ها لیگ‌ها را مجموعه ای از همدستان و خائنان می‌دانستند. جناح‌های سیاسی و ساف توسط ارتش اسرائیل با سیاست آگاهانه «تفرقه بینداز و حکومت کن» غیرقانونی شدند. این سیاست همکاری با عملیات «مشت آهنین» وزیر دفاع وقت، آریل شارون، ترکیب شد.

### تحولات بعدی
از طریق اجرای پیمان‌های اسلو مورد توافق اسرائیل و سازمان آزادیبخش فلسطین، اداره مدنی در سال ۱۹۹۴ برخی از ظرفیت‌های حکومتی خود را به تشکیلات خودگردان فلسطین منتقل کرد. از سال ۱۹۹۴، اداره مدنی عمدتاً بر مسائل مربوط به صدور مجوزهای جابجایی تمرکز کرده است. پس از اجرای طرح خروج اسرائیل از نوار غزه در سال ۲۰۰۵، اداره مدنی اختیارات خود را منحصراً در کرانه باختری اعمال کرد.

## فعالیت‌ها
توضیح نیروهای دفاعی اسرائیل از مأموریت اداره مدنی این است که «این واحد به عنوان منبع اطلاعاتی عمل می‌کند که کیفیت انسانی و پیشرفت فناوری را یکپارچه می‌کند و فعالیت‌های دفاتر دولتی، ارتش اسرائیل، و موسسات امنیتی مقابل فلسطینی‌ها را از طریق اعمال سیاست‌های دولت در عوامل مربوط به غیرنظامیان هماهنگ می‌کند. علاوه بر این، واحد «MATPASH» پروژه‌های زیرساختی و مسائل انسانی را ارتقا می‌دهد».
اداره مدنی عملاً «همتای» وزارت کشور اسرائیل است و با ۹ دفتر هماهنگی منطقه ای اسرائیل (DCO) که در کرانه باختری فعالیت می‌کنند، فعالیت می‌کند. اداره مدنی مسئول تمام جنبه‌های اداری جمعیت محلی در منطقه C در کرانه باختری است و مسئول هماهنگی با تشکیلات خودگردان فلسطین است که طبق توافقنامه اسلو دارای اختیارات اداری کامل در منطقه A و اختیارات محدود در منطقه B است. پس از سال ۲۰۰۲، با عملیات دیوار دفاعی، توافق‌نامه اسلو که عملیات نظامی اسرائیل در منطقه الف را ممنوع می‌کرد، عملاً توسط دومی لغو شد. تنها بخشی از کرانه باختری که ارتش اسرائیل وارد آن نمی‌شود، مقر ریاست‌جمهوری فلسطین، موکاتا در رام‌الله است. به عنوان یک قانون کار، نیروهای امنیتی فلسطین در روز به فعالیت رها می‌شوند و حملات اسرائیل در طول شب در این منطقه انجام می‌شود. از جمله، مجوزهای ورود از کرانه باختری به اسرائیل، مجوزهای سفر در کرانه باختری، و مجوزهای کار (برای فلسطینیانی که به دنبال ورود از کرانه باختری به اسرائیل برای کار هستند) را بر عهده دارد. همچنین در مورد موارد مربوط به تصویب واحدهای مسکونی جدید و ساخته شده در شهرک‌ها تصمیم‌گیری می‌کند. اداره مدنی که به عنوان بخشی از واحد هماهنگ‌کننده فعالیت‌های دولت در منطقه فعالیت می‌کند، بودجه خود را از دولت اسرائیل دریافت می‌کند.